# Родригес Прантль, Мартин
Марти́н Себастьян Родри́гес Прантль (исп. Martín Sebastián Rodríguez Prantl; род. 20 сентября 1989, Монтевидео) — уругвайский футболист, вратарь клуба «Насьональ».

## Биография
Мартин Родригес — воспитанник «Монтевидео Уондерерс». В основном составе «богемцев» дебютировал 30 октября 2010 года в матче 10 тура Апертуры чемпионата Уругвая 2010/11. Его команда в гостях уступила «Сентраль Эспаньолу» со счётом 1:2. В профиле на soccerway.com у Мартина Родригеса ошибочно указаны два забитых гола в феврале 2010 года в матчах, в которых он участия не принимал. Голы в ворота «Феникса» и «Атенаса» забивал его однофамилец Максимильяно Родригес. Помог «Монтевидео Уондерерс» занять второе место в уругвайской Примере в сезоне 2013/14.
В 2014—2015 годах был запасным вратарём в «Хувентуде», проведя за два сезона лишь шесть матчей в чемпионате. В 2016 году непродолжительное время выступал в Колумбии за «Депортиво Перейру», после чего на полтора сезона вернулся в родной «Уондерерс». В июле 2018 года перешёл в столичный «Расинг». 
Спустя год Родригес отправился в бразильскую «Виторию», которая за год по разным причинам сменила четырёх основных вратарей. Проведя за салвадорцев 28 матчей в Серии B за оставшиеся полгода, Родригес сменил команду, присоединившись к «Операрио Ферровиарио», за который на рубеже 2020 и 2021 годов сыграл в девяти матчах Серии B. В начале 2021 года сыграл два матча за ещё одну бразильскую команду, «Санта-Круз», однако закрепиться в основе уругвайцу так и не удалось. В мае того же года вернулся на родину, подписав контракт с «Насьоналем», чьим основным вратарём был игрок сборной Уругвая Серхио Рочет.

## Достижения
- Вице-чемпион Уругвая (2): 2013/14, 2021